# فردیناند فرویدنشتاین
فردیناند فرویدنشتاین (انگلیسی: Ferdinand Freudenstein; ۱۲ مهٔ ۱۹۲۶ – ۳۰ مارس ۲۰۰۶) دانشمند در زمینه فیزیک اهل آلمان بود.